# Progne tapera
A Progne tapera a madarak (Aves) osztályának verébalakúak (Passeriformes) rendjébe, ezen belül a fecskefélék (Hirundinidae) családjába tartozó faj.

## Rendszerezése
A fajt Carl von Linné svéd természettudós írta le 1766-ban, a Hirundo nembe Hirundo Tapera néven. Sorolták a Phaeoprogne nembe Phaeoprogne tapera néven is.

## Alfajai
- Progne tapera tapera (Linnaeus, 1766) – Dél-Amerika északi részétől nyugaton az Andok vonulatáig, keleten észak-Brazíliáig költ, a déli területekről ezt követően északabbra vonul;
- Progne tapera fusca (Vieillot, 1817) – Argentína középső részétől nyugaton az Andok vonulatáig, keleten közép-Brazíliáig költ, a déli területekről ezt követően gyakran északabbra vonul, akár Panamáig is eljut.

## Előfordulása
Közép-Amerika és Dél-Amerika területén honos. Természetes élőhelyei a szubtrópusi és trópusi száraz és elárasztott gyepek és szavannák, folyók és patakok környékén, valamint szántóföldek, másodlagos erdők és városi régiók. Vonuló faj.

## Megjelenése
Testhossza 16 centiméter, testtömege 29-40 gramm.
|  |

## Életmódja
Rovarevő. Áprilistól júniusig költ az északi területeken, novembertől márciusig délre vonul.

## Természetvédelmi helyzete
Az elterjedési területe rendkívül nagy, egyedszáma ugyan csökken, de még nem éri el a kritikus szintet. A Természetvédelmi Világszövetség Vörös listáján nem fenyegetett fajként szerepel.